# Slapy (Frýdštejn)
Slapy jsou malá vesnice, část obce Frýdštejn v okrese Jablonec nad Nisou. Nachází se asi 3,5 kilometru jižně od Frýdštejna. Slapy leží v katastrálním území Ondříkovice o výměře 2,49 km².

## Historie
První písemná zmínka o vesnici pochází z roku 1790.